# Cultura di Fritzens-Sanzeno
La cultura di Fritzens-Sanzeno (VI secolo a.C. - I secolo a.C.) è una facies archeologica attestata nella seconda età del ferro, dal 500 a.C. al 15 a.C., nell'area alpina del Trentino e dell'Alto-Adige in Italia, del Tirolo e del Vorarlberg in Austria, della Bassa Engadina in Svizzera, e viene identificata come la cultura materiale del popolo alpino dei Reti. Il nome deriva dalle due località di Fritzens in Tirolo (Austria) e Sanzeno in Trentino, dove vennero effettuati importanti scavi archeologici all'inizio del sec. XX.
La cultura di Fritzens-Sanzeno segue la precedente cultura di Luco-Meluno (XIII secolo a.C. - VII secolo a.C.) in Alto Adige e nel Trentino, con la quale mostra dei fenomeni di continuità, e la cultura dei campi di urne nella fase hallstattiana nel Tirolo austriaco. Detta facies culturale cessò a seguito della conquista della Rezia e dell'arco alpino messa in atto da Augusto alla fine del primo secolo avanti Cristo, che segna pertanto la fine dell'età del ferro in quest'area geografica.

## Storia
Importanti ritrovamenti furono scoperti intorno al 1920 dal medico di Wattens, Karl Stainer, a Fritzens, sul fiume Inn, pochi chilometri a sud di Innsbruck in Austria. Nel 1924 Stainer espose i suoi reperti all'88° Assemblea dei naturalisti e dei medici tedeschi (Gesellschaft Deutscher Naturforscher und Ärzte); tuttavia, passarono inosservati. Stainer pubblicò nel 1948 le sue osservazioni nei Fundberichte aus Österreich.. Nella zona di Himmelreich a Volders - che si trova di fronte al piccolo villaggio di Fritzens nella valle dell'Inn - fece anche scavare l'humus dalla cava, e nel corso degli anni fu in grado di trovare un numero considerevole di reperti della successiva età del ferro e dell'intero periodo di epoca romana imperiale. Il fatto che si trattasse di un importante rogo votivo non fu ancora compreso all'epoca. Leonhard Franz pubblicò poi i reperti di Fritzens negli anni '50, che avevano già attirato l'attenzione in precedenza di Gero von Merhart, e chiamò la ceramica di Fritzens e di altri siti tirolesi "Fritzner Typus". Il termine "Fritzens-Sanzeno" fu introdotto da Benedikt Frei nel 1955 come «orizzonte Fritzens-Sanzeno», e, successivamente, come «cultura Fritzens-Sanzeno», dizione ancora oggi accolta, usando, come in "Luco-Meluno", i nomi dei siti tipo e la ceramica come “fossile guida” per la datazione archeologica.

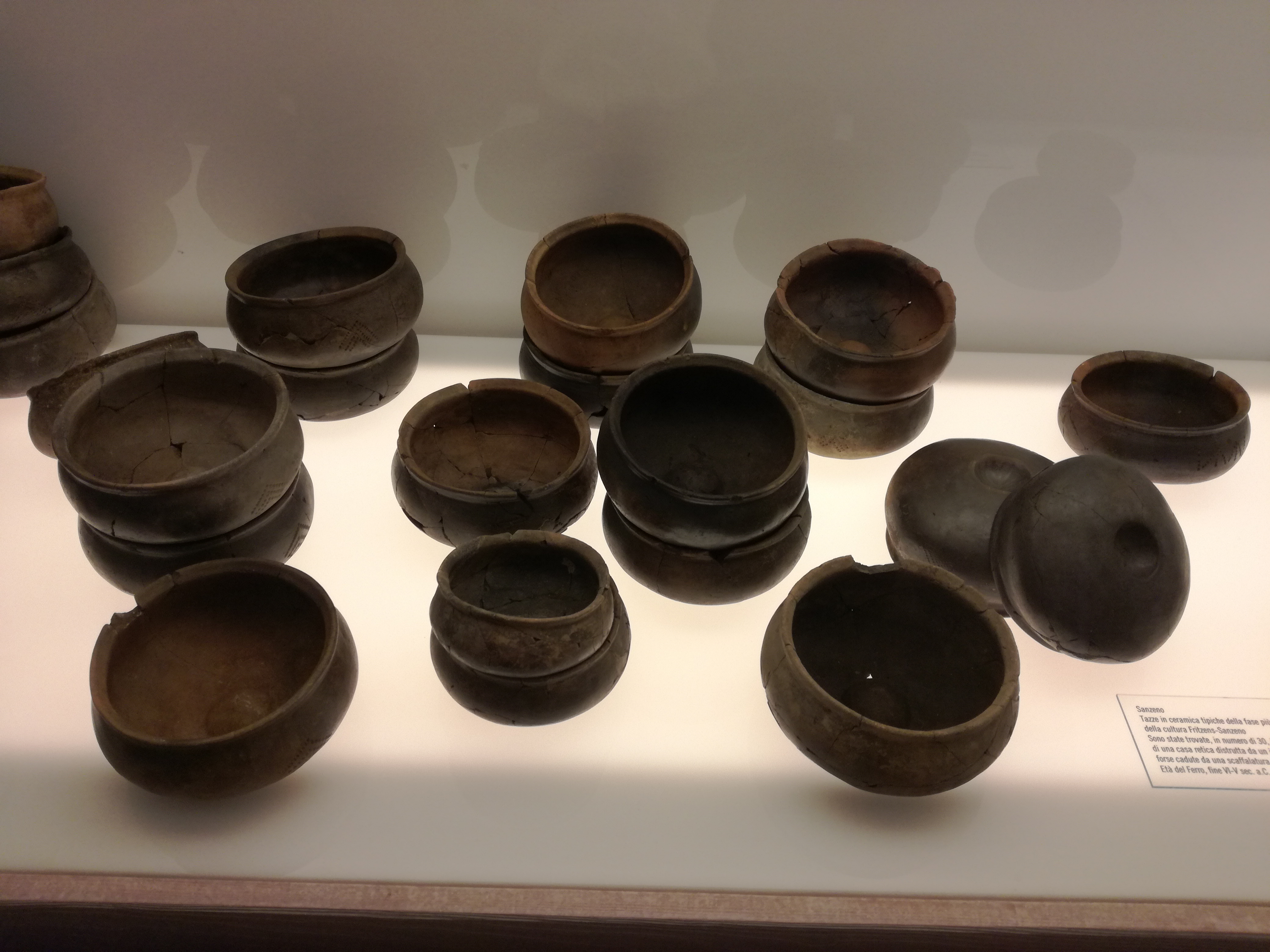
Ceramiche

La cultura materiale è caratterizzata da recipienti in ceramica, i boccali umbilicati, le tazze, da strumenti in ferro come asce, zappe, e da ornamenti in bronzo di produzione locale, come le fibule. Per costruire i loro villaggi, i Reti preferivano i luoghi più alti e protetti rispetto al fondovalle, come gli ampi terrazzamenti naturali di Sanzeno, le alture poco accessibili come Doss Castel a Fai della Paganella, i due dossi del villaggio di Montesei di Serso in Valsugana.

## Distribuzione territoriale

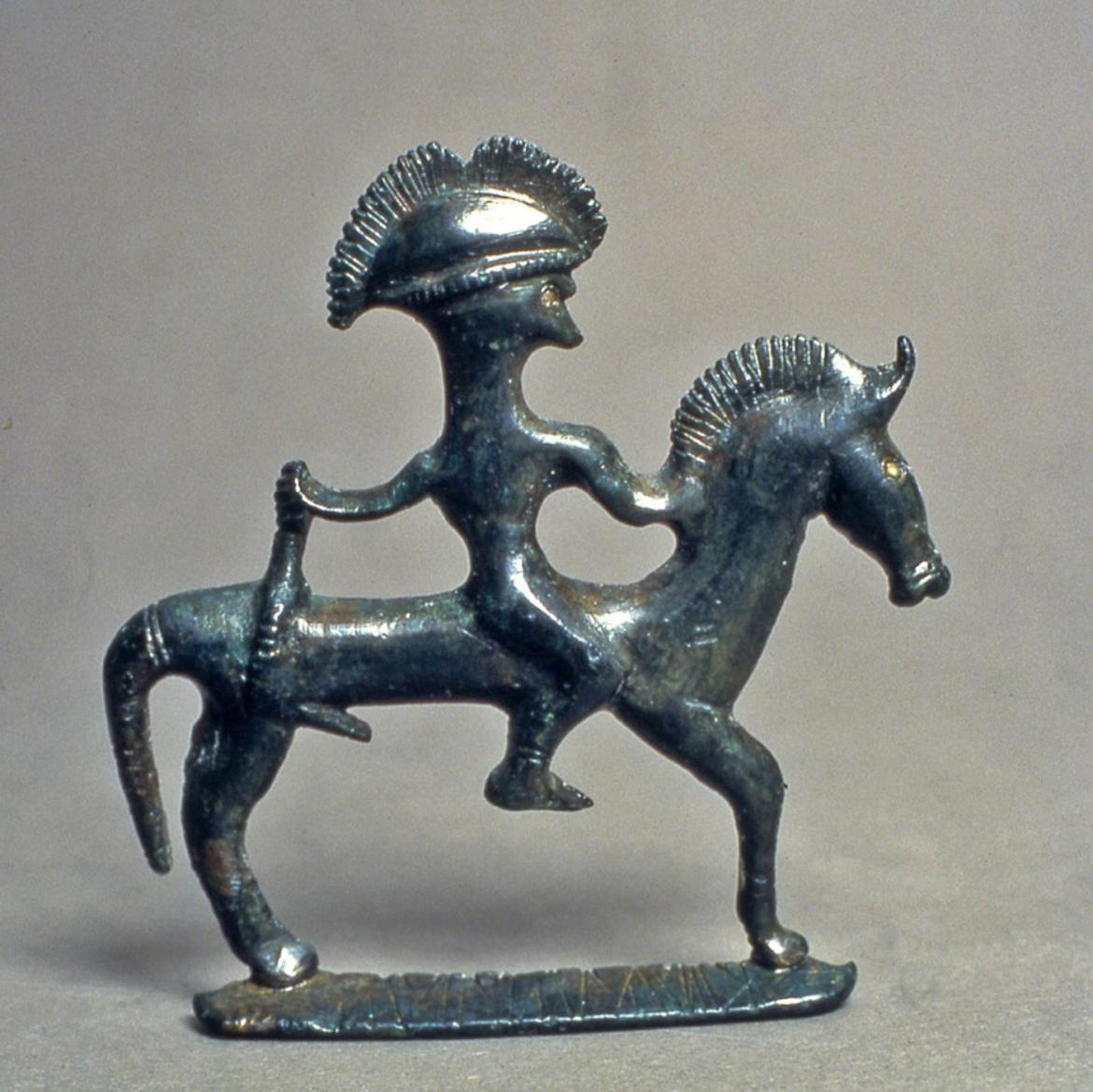
Il cavaliere di Sanzeno

Complessivamente l'area della cultura Fritzens-Sanzeno comprende quasi tutta l'area del Tirolo Settentrionale, Tirolo Orientale e Vorarlberg in Austria, parte della Bassa Engadina in Svizzera, e le attuali regioni italiane dell'Alto Adige e del Trentino.
I siti archeologici più importanti nella parte meridionale includono Sanzeno (Trentino), l'insediamento sul Ganglegg a Sluderno (Val Venosta, Alto Adige), Rungger Egg a Siusi allo Sciliar, grandi insediamenti a Bressanone-Stufels (Valle Isarco), la Collina di Tarces, chiamata in lingua locale Tartscher Bichl (Val Venosta), e le tombe di Pfatten (Vadena) in Val d'Adige e Moritzing presso Bolzano. A nord ci sono i campi tombali di Kundl ed Egerndorfer Feld, entrambi situati nella bassa valle dell'Inn, nonché gli insediamenti collinari sul Bergisel a Innsbruck, a Pfaffenhofen-Hörtenberg, Goldbichl a Innsbruck-Igls, Pirchboden a Fritzens e il Regno dei Cieli a Volders con i relativi siti roghi votivi.
Studiati i roghi votivi e il santuario di Demlfeld in Ampass così come il sito sacrificale in Aldrans-Innsbruck, Egerdach, il santuario di Piller Sattel nel Oberinntal e la terrazza Himmelreich a Volders. A sud della cresta principale delle Alpi si trovano il Rungger Egg a Siusi allo Sciliar  e l'Hahnehütter Bödele presso l'abitato di Ganglegg a Sluderno in Val Venosta.

## Panoramica
Reperti della cultura di Fritzens-Sanzeno al di fuori della loro area di distribuzione, come spille e vasellame, sono stati ritrovati in Baviera meridionale, nell'oppidum di Manching, a Dürrnberg vicino a Hallein, e a Mannersdorf e Leithagebirge (Bassa Austria).
Anche se la cultura di Fritzens-Sanzeno fu molto influenzata dai suoi vicini, vale a dire i Veneti, gli Etruschi e i Celti, sia a sud che  a nord e a ovest, nell'artigianato, nei riti funerari e nella religione, produsse una serie di peculiarità specifiche come la costruzione di case (casa retica) e nella cultura materiale forme proprie tra cui le tipiche forme di ceramica come la ciotola di Fritzner decorata con timbri o la ciotola di Sanzeno, così come la ceramica a strisce alpina. Dal IV secolo a.C. iniziarono a essere adottate le armi celtiche. Numerose iscrizioni in lingua retica sono state trovate a partire dal VI secolo a.C..
Riguardo ad altra produzione artigianale, sono da menzionare le frequenti fibule a mandolino di ispirazione celtica e un certo numero di altre fibule secondo il modello La Tène antico e medio. Altre modifiche tipologiche della cultura di Fritzens-Sanzeno sono quelle effettuate sui collari celtici a disco (Scheibenhalsringe).
Il periodo d'oro ti tale cultura coincide approssimativamente con l'età degli oppida in Baviera. Dal La Tène medio in poi, ceramiche di argilla grafite, gioielli di vetro e occasionalmente gioielli di bronzo furono importati dall'area celtica. Soprattutto i gioielli suggeriscono legami coniugali. La cultura di Fritzens-Sanzeno finisce bruscamente per la campagna alpina di Druso e Tiberio nel 15 a.C..